# Gmina Kłobuck
Die Gmina Kłobuck [ˈkwɔbut͡sk] ist eine Stadt-und-Land-Gemeinde im Powiat Kłobucki der Woiwodschaft Schlesien in Polen. Ihr Sitz ist die gleichnamige Kreisstadt (deutsch Klobutzko) mit etwa 12.900 Einwohnern.

## Geographie
Die Gemeinde liegt im Norden der Woiwodschaft und grenzt im Südosten an Częstochowa (Tschenstochau). Die weiteren Nachbargemeinden sind Miedźno, Mykanów, Opatów und Wręczyca Wielka.
Zu den Gewässern gehört die Biała Oksza.

## Geschichte
Die Landgemeinde wurde 1973 aus Gromadas neu gebildet. Stadt- und Landgemeinde wurden 1990/1991 zur Stadt-und-Land-Gemeinde zusammengelegt. Ihr Gebiet kam 1975 von der Woiwodschaft Katowice zur Woiwodschaft Częstochowa, der 1952 gegründete Powiat wurde aufgelöst. Zum 1. Januar 1999 kam die Gemeinde zur Woiwodschaft Schlesien und wieder zum Powiat Kłobucki.
Bis 1952 gehörte das Gemeindegebiet zum ehemaligen Powiat Częstochowski.

## Gliederung
Zur Stadt-und-Land-Gemeinde Kłobuck gehören die Stadt selbst mit neun Osiedla und 15 Dörfer mit einem Schulzenamt (sołectwo; Einwohnerzahlen vom 31. Dezember 2019):
- Biała, 1489
- Borowianka, 508
- Brody Malina, 263
- Gruszewnia, 359
- Kamyk, 1315
- Kopiec, 236
- Lgota, 539
- Libidza, 711
- Łobodno, 1798
- Niwa Skrzeszów, 400
- Nowa Wieś, 335
- Przybyłów, 150
- Rybno, 200
- Smugy, 736
- Zakrzew, 479

Weitere Orte sind die Siedlung Podpapiernia sowie die Weiler Bartkówka, Gajówka Kocin, Leśniczówka Kocin, Łobodno, Nadleśnictwo Kłobuck, Pogorzele, Rybno und Wapiennik.

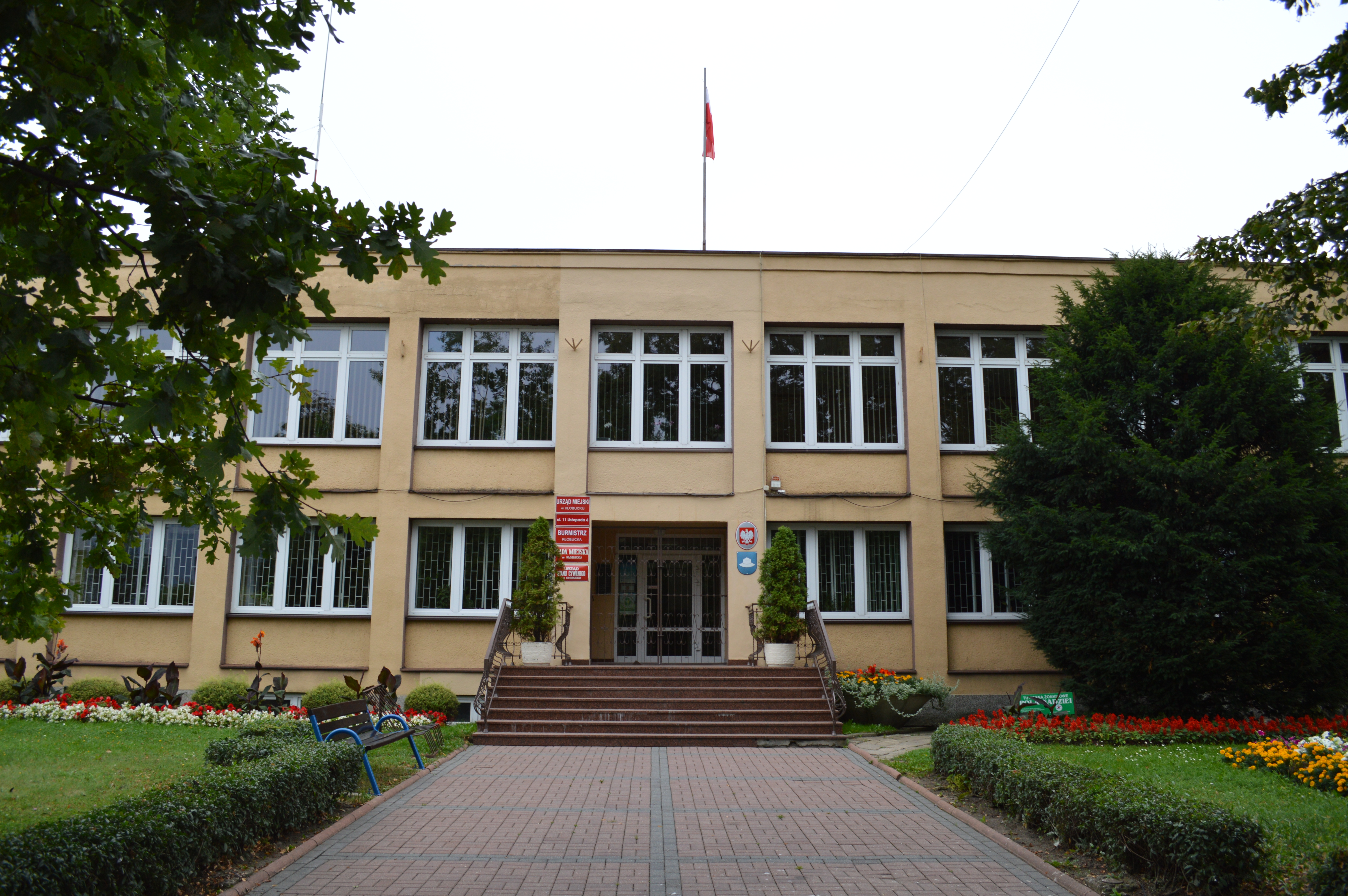
Gemeindeverwaltung Kłobuck. Sitz der Gemeindeverwaltung und des Rates.

Flagge der Gmina Kłobuck.

## Politik

### Bürgermeister
An der Spitze der Verwaltung steht der Bürgermeister. Seit 2014 ist dies Jerzy Zakrzewski. Bei der turnusmäßigen Wahl im April 2024 kam es zu folgendem Ergebni:
- Jerzy Zakrzewski (Wahlkomitee „Gemeinsam können wir mehr erreichen – Koalition der Lokalverwaltungen“) 55,5 % der Stimmen
- Rafał Ściebura (PiS) 13,7 % der Stimmen
- Radosław Włodarek (Wahlkomitee „Lokalpakt 2024“) 12,2 % der Stimmen
- Bartłomiej Saran (TD) 10,6 % der Stimmen
- Ireneusz Telenga (Wahlkomitee „Gemeinsame Zukunft der Gemeinde Kłobuck“) 8,0 % der Stimmen

Damit wurde Amtsinhaber Zakrzewski erneut bereits im ersten Wahlgang wiedergewählt.
Die turnusmäßige Wahl im Oktober 2018 führte zu folgendem Ergebnis:
- Jerzy Zakrzewski (Wahlkomitee „Koalition der Lokalverwaltungen“) 72,0 % der Stimmen
- Rafał Ściebura (Wahlkomitee „Ehrliche Lokalverwaltung“) 18,6 % der Stimmen
- Robert Jasiak (SLD / Razem) 5,0 % der Stimmen
- Danuta Gosławska (PSL) 12,2 % der Stimmen

Damit wurde Amtsinhaber Zakrzewski bereits im ersten Wahlgang wiedergewählt.

### Stadtrat
Der Stadtrat von Kłobuck besteht seit 2024 aus 15 Mitgliedern, die in Einzelwahlkreisen gewählt werden. Die Wahl 2024 führte zu folgendem Ergebnis:
- Wahlkomitee „Gemeinsam können wir mehr erreichen – Koalition der Lokalverwaltungen“ 33,1 % der Stimmen, 9 Sitze
- Wahlkomitee „Lokalpakt 2024“ 13,6 % der Stimmen, 1 Sitz
- Prawo i Sprawiedliwość (PiS) 11,7 % der Stimmen, 1 Sitz
- Wahlkomitee „Gemeinsame Zukunft der Gemeinde Kłobuck“ 11,5 % der Stimmen, 1 Sitz
- Trzecia Droga (TD) 10,7 % der Stimmen, kein Sitz
- Lewica 7,4 % der Stimmen, 1 Sitz
- Wahlkomitee „Ehrliche Lokalverwaltung“ 5,4 % der Stimmen, 2 Sitze
- Übrige 6,5 % der Stimmen, kein Sitz

Die Wahl 2018, bei der noch 21 Mandate in Mehrpersonenwahlkreisen vergeben worden waren, führte zu folgendem Ergebnis:
- Wahlkomitee „Koalition der Lokalverwaltungen“ 36,7 % der Stimmen, 10 Sitze
- Prawo i Sprawiedliwość (PiS) 20,9 % der Stimmen, 4 Sitze
- Wahlkomitee „Ehrliche Lokalverwaltung“ 16,2 % der Stimmen, 3 Sitze
- Polskie Stronnictwo Ludowe (PSL) 14,5 % der Stimmen, 3 Sitze
- Sojusz Lewicy Demokratycznej (SLD) / Lewica Razem (Razem) 11,7 % der Stimmen, 1 Sitz

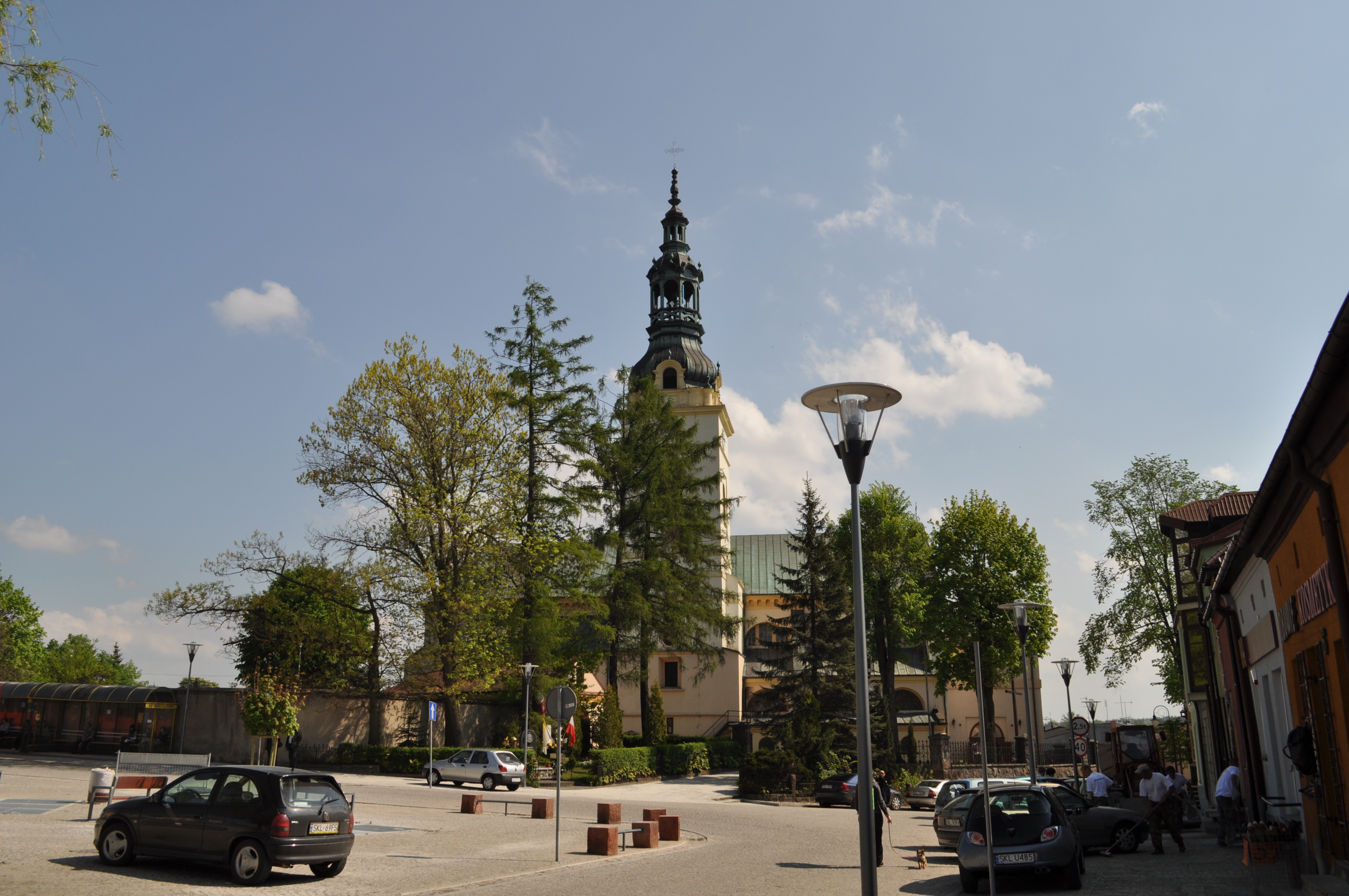
Denkmalgeschützte Kirche am Marktplatz.

## Religion
Direkt am Marktplatz steht die denkmalgeschützte römisch-katholische Kirche St. Martin und Margarete (polnisch: Kościół św. Marcina i Małgorzaty).